# Casa museo Rodolfo Siviero
Pour les articles homonymes, voir Siviero.
La Casa museo Rodolfo Siviero est la demeure de l'historien de l'art Rodolfo Siviero qu'il transforma en musée à la suite de son amertume de voir l'intérêt des gouvernements italiens s'émousser au fil des ans vis-à-vis de la récupération des œuvres d'art.
Il institua un musée né du rassemblement depuis la fin de la Seconde Guerre mondiale de ses propres collections d'œuvres et de livres dans sa maison de Florence, située sur le lungarno Serristori, dans le quartier de l'Oltrarno de Florence.

## Origines
Il s'agit d'une maison du XIXe siècle réalisée par l'architecte Giuseppe Poggi, auteur principal du Risanamento, le réaménagement urbanistique de la ville de Florence opéré entre 1865 et 1895, et qui avait appartenu, avant la guerre, à la famille de l'historien et critique d'art Giorgio Castelfranco, une famille de confession juive chassée de Florence par les persécutions raciales fascistes et qui avait accueilli ses activités secrètes pendant la guerre.
À la suite de sa disparition en 1983, le legs de sa collection d'œuvres d'art et sa bibliothèque fait à la région Toscane, permit d'ouvrir le rez-de chaussée de sa maison comme musée, nommée depuis Casa museo Rodolfo Siviero.
Parmi les meilleures œuvres s'y trouvent quelques statues en bois polychrome remontant au Quattrocento, des peintures à fond d'or, des terracotte, des bronzes, des reliquaires et du mobilier ancien.
Le bureau contenant la bibliothèque personnelle de l'historien, avec tous ses ouvrages de référence, est également accessible aux visiteurs.